# Ricardo Medina
Ricardo Medina – piłkarz urugwajski, pomocnik.
Jako piłkarz klubu Central Montevideo Medina wziął udział w turnieju Copa América 1919, gdzie Urugwaj został wicemistrzem Ameryki Południowej. Nie zagrał w żadnym meczu.
W reprezentacji Urugwaju rozegrał w 1918 roku dwa mecze.